# Mayreau Island

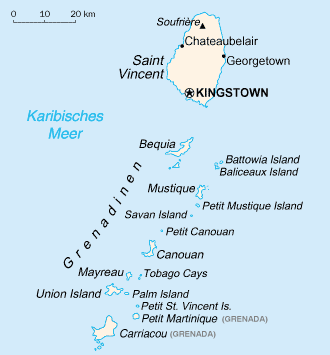
Lägeskarta över Mayreau Island

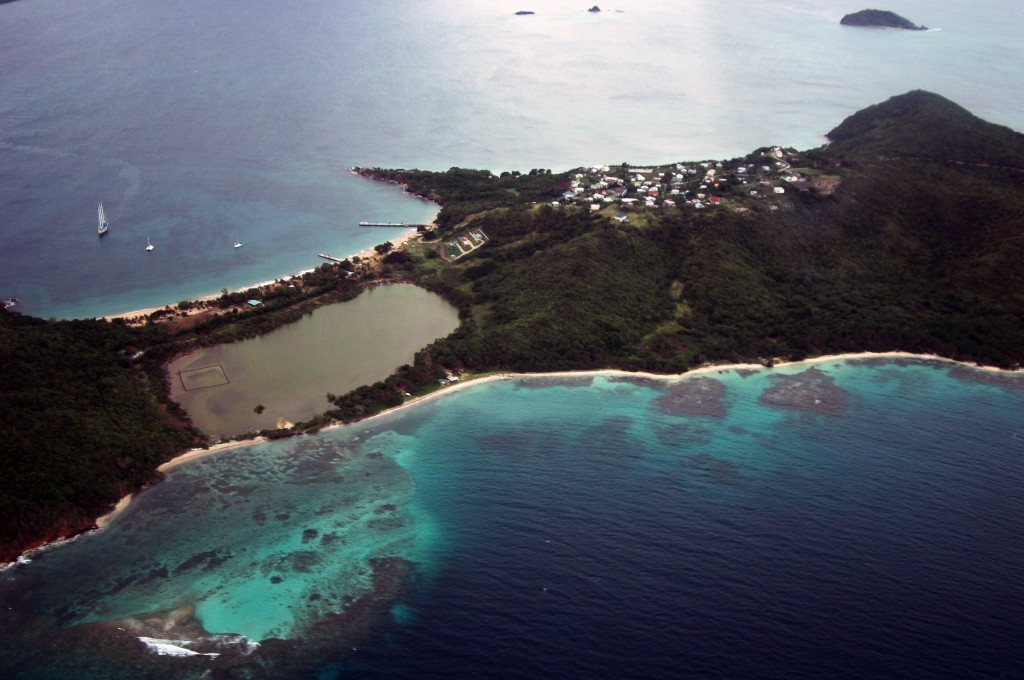
Blick över Mayreau Island

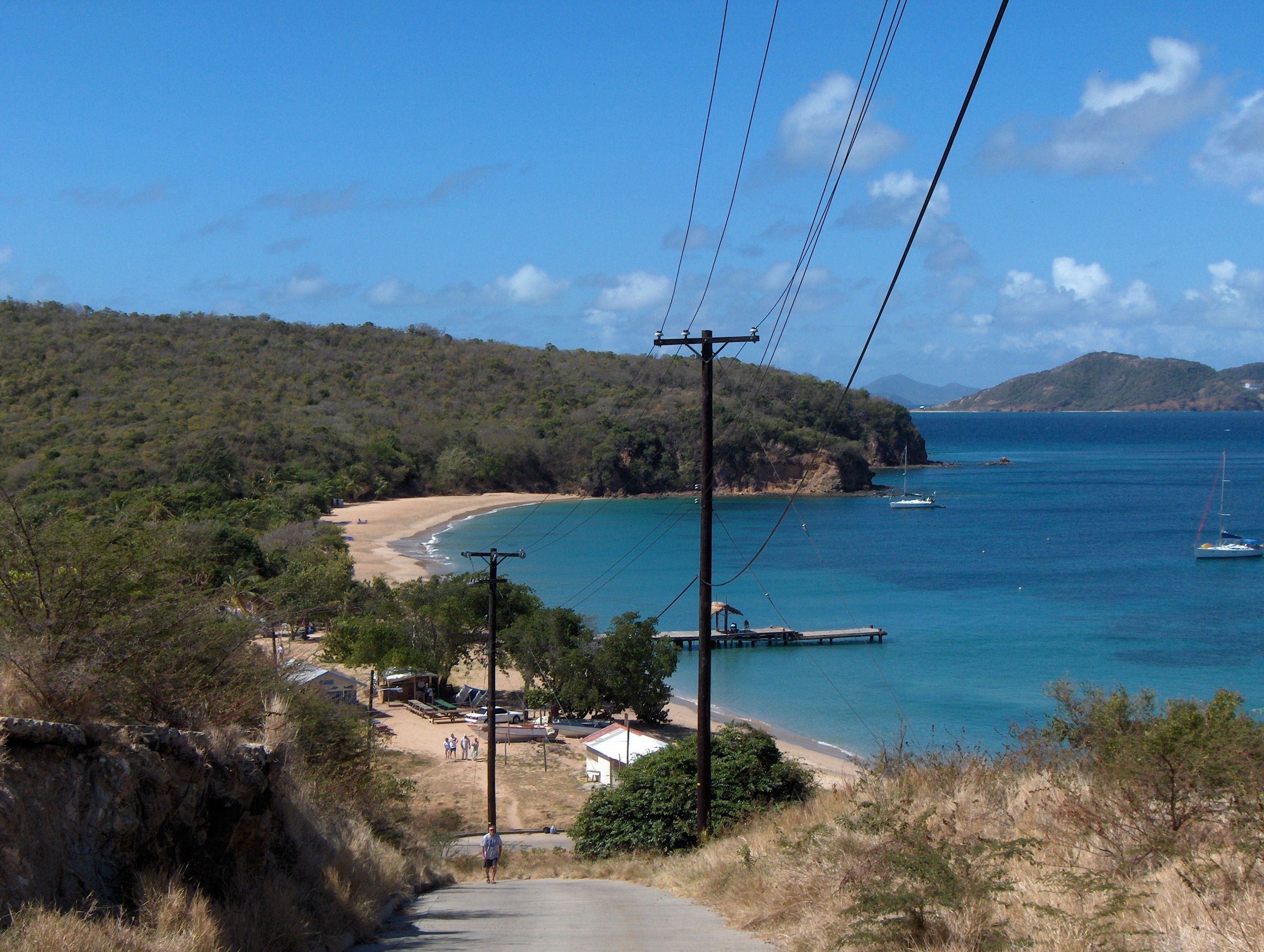
Strand på Mayreau Island

Mayreau Island är en liten ö i ögruppen Grenadinerna bland de södra Små Antillerna i Karibiska havet i Västindien. Ön tillhör Saint Vincent och Grenadinerna.

## Geografi
Mayreau Island ligger cirka 65 km sydväst om huvudön Saint Vincent, cirka 10 km nordöst om ön Union Island och cirka 10 km sydväst om Canouan Island. Ön har en areal om cirka 3,8 km² med en längd på cirka 2 km och cirka 1 km bred.
Huvudort och enda större samhälle är Old Wall på öns sydvästra del.
Befolkningen uppgår till cirka 300 invånare.
Ön kan endast nås med fartyg då den saknar flygplats, det finns dagliga färjeförbindelser med grannöarna Union Island och Canouan Island.
Cirka 2 km utanför Mayreau Island östra kust ligger naturskyddsområdet Tobago Cays.

## Historia
Hela St Vincent löd under England mellan åren 1627 till 1673 varefter det utropades till neutralt territorium efter ett fördrag mellan England och Frankrike. År 1762 invaderade England öarna igen och behöll dem tills landet blev oberoende nation 1979.
Under 1720-talet anlände fransmannen de L'isle för att kolonisera ön och fick behålla den trots att övriga St Vincent övergick i engelskt styre. I samband med Napoleonkrigen förvärvade Saint-Hilaire familjen ön. Efter det att den siste arvingen Miss Jane Rose avled 1915 övergick ön till Eustacefamiljen.
Förutom två mindre tomter är ön fortsatt i Eustacefamiljens privata ägo.
2002 fick ön egen elektricitet som produceras av en generator.